# Загорка (деревня)
Загорка — деревня в Жуковском районе Брянской области, в составе Гришинослободского сельского поселения. 
 Расположена в 10 км к северо-востоку от посёлка Олсуфьево. Постоянное население с 2002 года отсутствует.

## История
Возникла в начале XX века. До 1958 года входила в Лутовинский, Ходиловичский, Гришинослободский сельсовет; в 1958—2005 гг. — в Олсуфьевском сельсовете.

## Население
| Годы      | 1926 | 1979 | 1989 | 2002 | 2010 |
| --------- | ---- | ---- | ---- | ---- | ---- |
| Население | 81   | 17   | 4    | 0    | 0    |